# Pueblo Nuevo, Jalisco
Pueblo Nuevo är en ort i Mexiko.   Den ligger i kommunen Mezquitic och delstaten Jalisco, i den centrala delen av landet, 600 km nordväst om huvudstaden Mexico City. Pueblo Nuevo ligger 2 193 meter över havet och antalet invånare är 123.
Terrängen runt Pueblo Nuevo är kuperad åt sydost, men åt nordväst är den bergig. Pueblo Nuevo ligger uppe på en höjd. Runt Pueblo Nuevo är det mycket glesbefolkat, med 4 invånare per kvadratkilometer. Närmaste större samhälle är San Andrés Cohamiata, 18,8 km väster om Pueblo Nuevo. I omgivningarna runt Pueblo Nuevo växer huvudsakligen savannskog.